# 우드스톡 (옥스퍼드셔주)

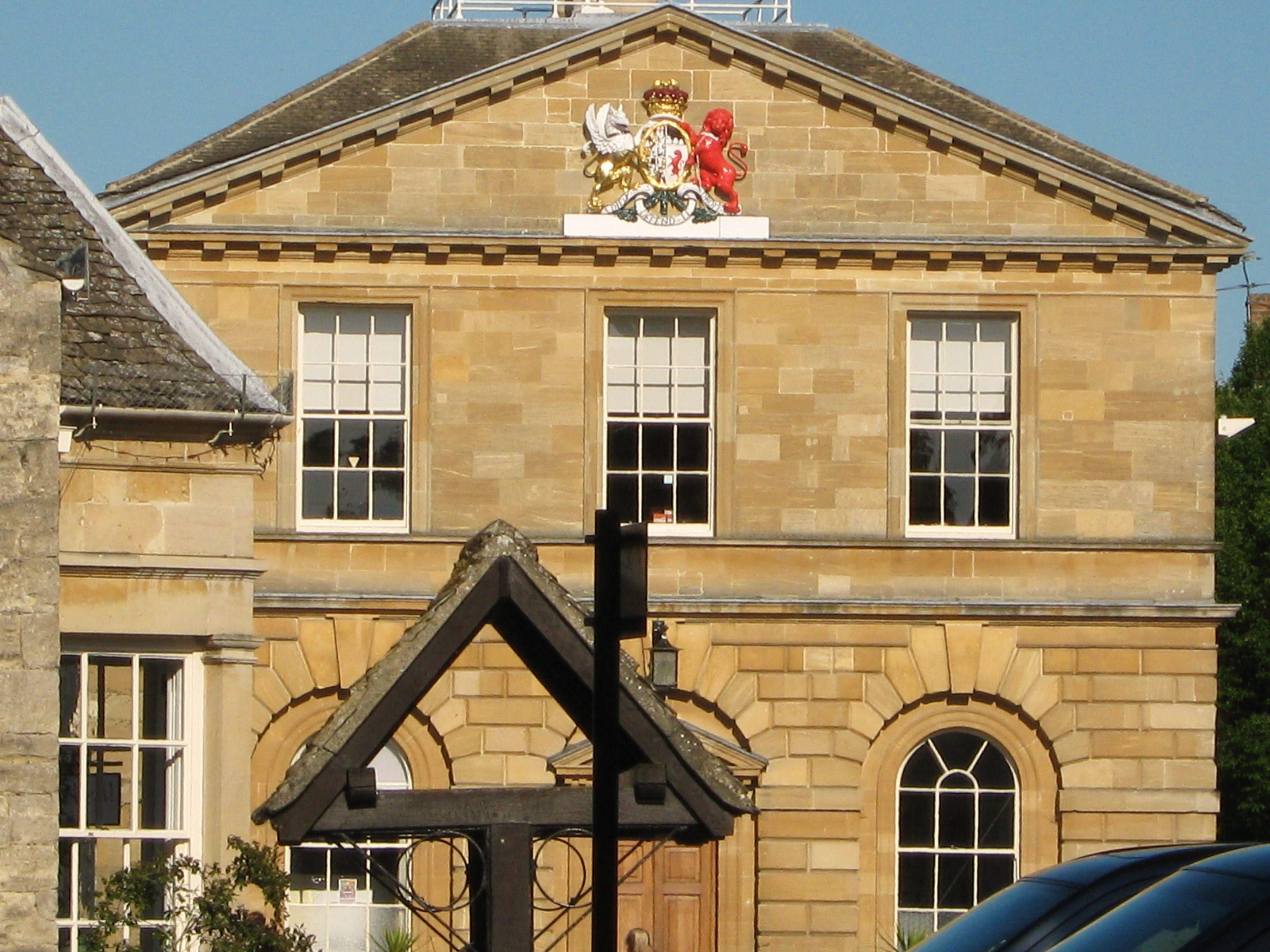
우드스톡

우드스톡(Woodstock)은 영국 옥스퍼드셔주에 위치한 도시로, 인구는 2,924명이다. 우드스톡은 윈스톤 처칠의 고향이다.